# Дачний (Каргапольський район)
Да́чний (рос. Дачный) — селище у складі Каргапольського району Курганської області, Росія. Входить до складу Тагільської сільської ради.
Населення — 85 осіб (2010, 87 у 2002).
Національний склад населення станом на 2002 рік: росіяни — 93 %.